# Oliver Zaugg
Oliver Zaugg (Lachen, cantó de Schwyz, 9 de maig de 1981) és un ciclista suís, professional des del 2004 fins al 2016.
En el seu palmarès com a professional sols hi ha una victòria individual, però de primeríssim nivell, la Volta a Llombardia de 2011, després d'efectuar un atac en la darrera ascensió de la cursa.

## Palmarès
- 2011
  - 1r a la Volta a Llombardia

### Resultats al Giro d'Itàlia
- 2004. 47è de la classificació general
- 2005. No surt (12a etapa)
- 2007. abandon (14a etapa)
- 2011. No surt (5a etapa) després de la mort de Wouter Weylandt
- 2012. 56è de la classificació general

### Resultats a la Volta a Espanya
- 2007. 15è de la classificació general
- 2008. 11è de la classificació general
- 2009. 70è de la classificació general
- 2010. 51è de la classificació general
- 2011. No surt (18a etapa)
- 2013. 37è de la classificació general
- 2014. 23è de la classificació general